# Wladimir Walerjewitsch Salnikow

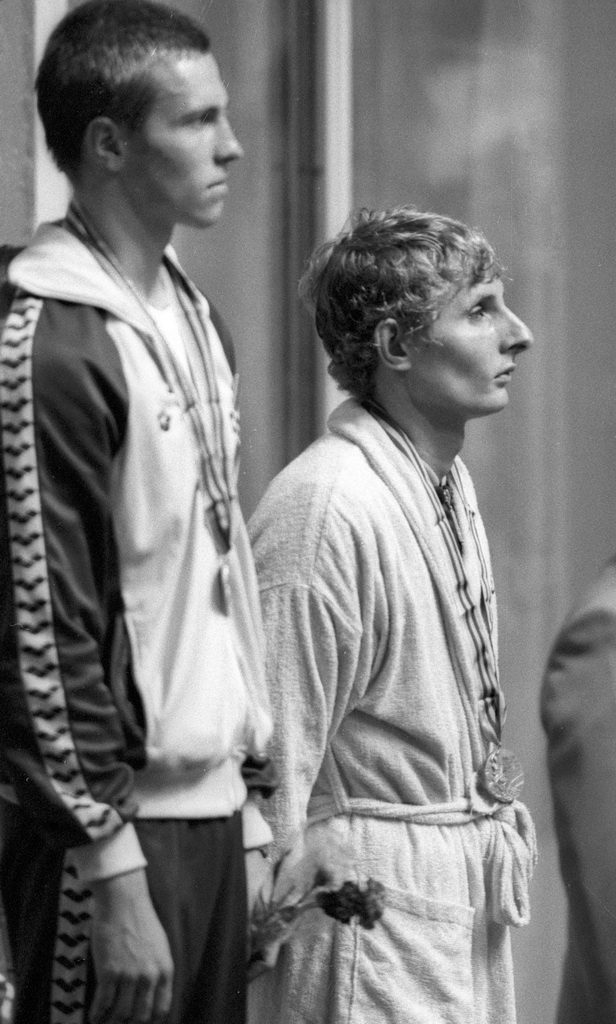
Wladimir Salnikow (l.) bei den Olympischen Spielen 1980 nach dem Sieg im 1500-Meter-Freistilschwimmen. Rechts: Max Metzker (Australien, Platz 3)

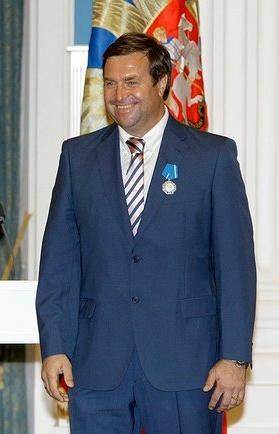
Wladimir Salnikow, 2010

Wladimir Walerjewitsch Salnikow (russisch Владимир Валерьевич Сальников; * 21. Mai 1960 in Leningrad) ist ein ehemaliger russischer Schwimmer, der für die Sowjetunion startete.
Bei den Olympischen Spielen 1976 in Montreal schwamm er Europarekord über 1500 Meter Freistil und belegte im Endlauf den fünften Platz. Zwei Jahre später bei den Weltmeisterschaften 1978 in Berlin konnte er seine ersten Titel gewinnen, als er Weltmeister sowohl über 400 und 1500 Meter Freistil wurde und zudem über 400 Meter Freistil einen neuen Weltrekord aufstellte. 1979 war er der erste Schwimmer, der die 800 Meter in unter acht Minuten schwamm.
Bei den Olympischen Spielen 1980 in Moskau gewann er die Goldmedaille über 400 Meter Freistil, 1500 Meter Freistil und mit der 4-mal-200-Meter-Freistilstaffel. Allerdings waren, bedingt durch den Olympiaboykott der USA und anderer westlicher Staaten, einige aussichtsreiche Mitbewerber nicht am Start. Vier Jahre später bei den Olympischen Spielen 1984 in Los Angeles war er vom Boykott durch die Sowjetunion betroffen und konnte seine Olympiasiege nicht verteidigen. Bei den Olympischen Spielen 1988 in Seoul schaffte er über seine Paradestrecke, die 1500 Meter Freistil, noch einmal den Gewinn der Goldmedaille.
Insgesamt gewann Salnikow jeweils vier olympische Goldmedaillen, vier europäische Titel und vier Mal Gold bei Weltmeisterschaften. In seiner Laufbahn stellte er 12 Weltrekorde über 400, 800 und 1500 Meter Freistil auf. Er war der erste Schwimmer, der die 1500 Meter Freistil in unter 15 Minuten schwamm. Im Jahr 1982 wurde er zu Europas Sportler des Jahres und zum Welt-Schwimmer des Jahres gewählt. Ab 1989 bis mindestens 1994 war er Verbands-Cheftrainer Russlands. 1993 wurde er in die Ruhmeshalle des internationalen Schwimmsports aufgenommen.
Er war mehrmals sowjetischer Meister: 1979 und 1981 bis 1988 über 400 Meter; 1978, 1979 und 1981 bis 1988 über 1500 Meter sowie 1979 über 4 × 200 Meter.